# El Salto (Piura)
El Salto es un caserío peruano ubicado en el distrito de Tambogrande, perteneciente a la provincia y departamento de Piura, al norte del Perú. 

## Ubicación
El Salto se ubica al noroeste de la provincia de Piura, en el distrito de Tambogrande, en el departamento de Piura.

## Demografía
En 2017 El Salto tenía una población de 271 habitantes.
| Gráfica de evolución demográfica de El Salto entre 1993 y 2017 |
|                                                                |
| Fuentes: Población 1993 y 2017                                 |